# Musée des Trois Pays

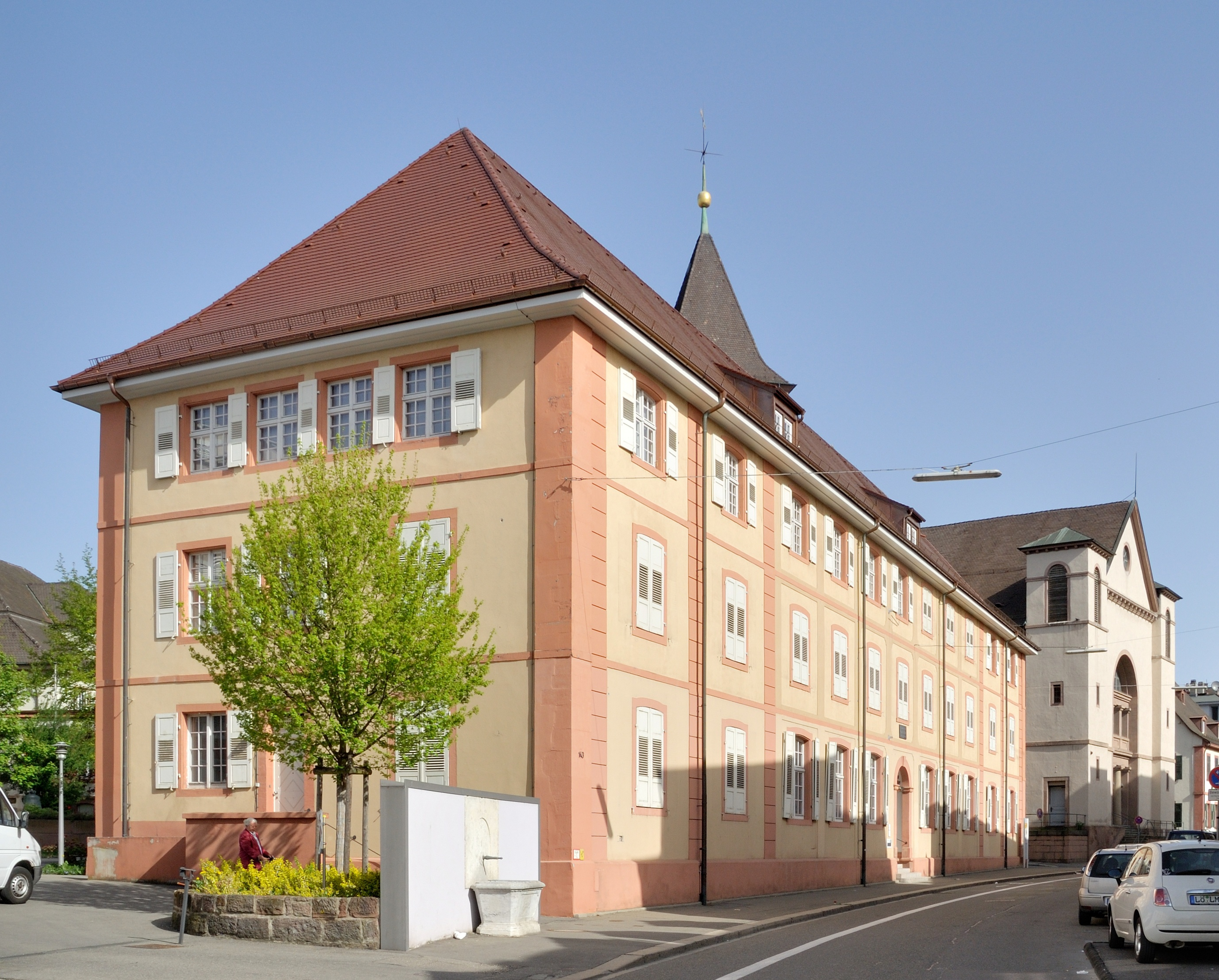

Le musée des Trois Pays de Lörrach, anciennement Museum am Burghof, est situé dans la ville de Lörrach, au sud du Bade-Wurtemberg en Allemagne. Ses expositions et manifestations abordent l'histoire de la région au cœur de laquelle il se situe, celle des Trois Pays, dans le sud du Rhin Supérieur, où se croisent les frontières de la France, l'Allemagne et la Suisse. Il s'agit de l'unique musée en Europe consacré à trois pays.
L'exposition permanente illustre plusieurs thèmes touchant à la région des Trois Frontières : histoire, situation actuelle et avenir, tripartition et traits communs partagés par ses habitants, art local et traditions. Le musée est également un lieu de mémoire en hommage au poète alémanique Johann Peter Hebel qui enseigna en ses murs de 1783 à 1791.
Le musée des Trois Pays est également la centrale de coordination de deux réseaux culturels transfrontaliers : le Réseau des Sociétés d'Histoire (recherche, préservation et transmission de l’histoire et de la culture locale et régionale) et le Réseau des Musées (organisation, tous les quatre ans, d'expositions transfrontalières au sein des musées partenaires sur un thème défini). Ces deux réseaux regroupent des structures allemandes (Bade et Palatinat), françaises (Alsace) et suisses (Suisse du Nord-Ouest).

## Histoire
Les prémisses de la fondation du musée remontent à l'année 1882, date du bicentenaire du droit de cité obtenu par la ville de Lörrach. À cette occasion se constitue une collection de pièces historiques liées à la ville, dont plusieurs font l’objet d’expositions en divers endroits de la région au cours des décennies suivantes. Un musée local ouvre ses portes en 1932 dans la tonnellerie du Margraviat, un bâtiment baroque du Burghof. En 1978, la collection du musée, qui s'est étoffée au fil des années, est transférée dans le bâtiment de l’ancien Pädagogium, où vécut et enseigna le célèbre homme de lettres Johann Peter Hebel. Le musée, nouvellement baptisé Museum am Burghof, dispose ainsi d’une surface d’exposition bien plus importante.
En 1995, à l’occasion du projet d’exposition « Après la guerre », l’histoire de la région est présentée sous un angle résolument tri-national. Trois musées coopèrent sur un plan transfrontalier : le Kantonsmuseum Baselland à Liestal (Suisse), le Musée historique de Mulhouse (France) et le Museum am Burghof de Lörrach (Allemagne), en collaboration avec le Séminaire d‘Histoire de l’Université de Bâle. Ils cherchent à illustrer la période de la fin de la Seconde Guerre mondiale et de l’après-guerre, à travers trois expositions parallèles présentées dans les trois pays suivant trois perspectives nationales différentes.
En 2002, le jubilé des 900 ans de Lörrach est l’occasion, pour l’actuel directeur du musée, de repenser fondamentalement l’exposition permanente et de la consacrer à l’histoire de la région des Trois Pays dans son ensemble.  Le musée refait à neuf, situé à quelques kilomètres seulement du Dreiländereck, point d’intersection des trois frontières, inaugure l'exposition permanente ExpoTriRhena, consacrée à la région des Trois Pays et à son histoire. Grâce au déménagement de la réserve, la surface d’exposition est doublée. Dix ans plus tard, en septembre 2012, le Museum am Burghof devient le « musée des Trois Pays ». Le musée des Trois Pays a été nommé pour le prix Micheletti Award 2015 en récompense pour ses expositions transfrontalières, son programme pédagogique et son travail avec les réseaux.

### Histoire du bâtiment
Le bâtiment abritant le musée des Trois Pays est, à l’origine, une manufacture de tabac construite en 1755 dans le style baroque tardif.
À partir de 1761 et pendant près de 200 ans, il fera office d'établissement scolaire. Celui-ci sera désigné successivement sous les appellations suivantes : Pädagogium, Progymnasium, Gymnasium et enfin Hebelgymnasium. À la suite des travaux d’aménagement du musée en 1975, seule la façade a été conservée.
Le bâtiment est rénové en 2002 : installation d'un ascenseur extérieur, aménagement d'une mezzanine sous le toit ainsi que du hall d’accueil au rez-de-chaussée, et restauration complète des étages supérieurs.

## Expositions, manifestations, collection
Le musée des Trois Pays propose à ses visiteurs une exposition permanente, l'exposition des Trois Pays, ainsi que de régulières expositions temporaires consacrées à différentes thématiques,.

### Exposition permanente
Présentée en allemand et en français et s'étendant sur une surface de près de 1 000 m2, l'exposition des Trois Pays est consacrée à la région des Trois Frontières et à son histoire. Elle comporte près de 2000 pièces originales provenant du Pays de Bade, de la Haute-Alsace et de la Suisse du Nord-Ouest.
Cette exposition est constituée de plusieurs sections sur des thèmes différents : la région en tant qu'espace de convergences ; les différences prononcées entre les trois nations ; la région au cours du XXe siècle ; l'avenir.
Une image-satellite, située au centre de la première salle d’exposition, présente la région vue d’une altitude de 10 km. Cette perspective montre que les frontières ne sont pas nécessairement fixées par la géographie naturelle et le relief : le Rhin apparaît au centre d’un espace naturel et culturel commun. Le concept scénographique de l’exposition s’inspire de la topographie de la région de façon abstraite : il redessine les reliefs et contours des berges du Rhin et traduit un sentiment d’unité et de communauté qui incite les visiteurs à échanger leurs expériences et impressions. Les visiteurs découvrent comment la vallée du Rhin et les zones de collines et de montagnes modèlent le paysage des trois pays, indépendamment de leurs frontières nationales respectives.
L’exposition se penche sur deux thèmes importants : d'une part, la géologie – maître d’œuvre de cet espace naturel commun – et d'autre part, la préhistoire et la protohistoire – avant l'apparition des frontières nationales.
Le visiteur découvre également le processus de création des trois États et l’établissement de leurs frontières dans la région jusqu’en 1918, ainsi qu'une section consacrée à la Première Guerre mondiale.
L’historique de la naissance des trois États est également relaté, notamment l’intégration des villes de Bâle et Mulhouse et du grand-duché de Bade respectivement dans la Confédération suisse, dans la République française et dans l’Empire allemand.
L'exposition se penche sur la situation de la région au cours du XXe siècle, notamment d'un point de vue politique, économique et identitaire. Récits d'évasion, documents douaniers, caméra de contrôle... le thème de la frontière au XXe siècle dans la région est abordé et illustré de diverses manières.
Plusieurs sections sont consacrées à l’histoire politique à commencer par la plus récente avec les thèmes de la construction européenne, la création de la RegioTriRhena, la fondation du Land du Bade-Wurtemberg, du canton du Jura et de la région Alsace.
Les autres thèmes abordés par l'Exposition des Trois Pays sont nombreux : Révolution de 1848, la région pendant la période du national-socialisme, l'économie, les différentes monnaies, l'évolution industrielle, les pratiques linguistiques, entre autres.
L'exposition se clôt avec une section consacrée à l'avenir de la région, sous le nom de "Passerelle du futur".

### Expositions temporaires et manifestations
Le musée des Trois Pays accueille de façon régulière des expositions temporaires, visites guidées et conférences sur des thèmes très variés: histoire, politique, religion, art, botanique, géographie, géologie, etc. La plupart de ces manifestations et expositions sont organisées en partenariat avec différents musées et autres institutions culturelles de la région des Trois Frontières,.

### Collection
Lorsque, en 1932, le musée local ouvre ses portes dans l’ancienne tonnellerie du Margraviat à Lörrach, cet emplacement est déjà le lieu de conservation de la collection de la ville. En collaboration avec le responsable des monuments, le conservateur entreprend d’étoffer le cœur de la collection et de lui donner une dimension régionale. Des pièces d’une grande valeur provenant des régions du Markgräflerland, du Hochrhein et du Dinkelberg s’y ajoutent. C’est ainsi que Lörrach devient le berceau de la plus importante collection consacrée à la partie allemande de la région transfrontalière. La frontière est, à cette époque, un obstacle aux échanges entre les musées traditionnels de Bâle et leurs homologues badois.
En 1978, le musée et la collection sont transférés dans le bâtiment de l’ancien Pädagogium, et le musée dispose alors d’une surface d’exposition bien plus importante. Le conservateur de l’époque, Gerhard Moehring, profite de cette extension pour étendre encore la collection en l’enrichissant de nouvelles pièces sur l’histoire, l’art et la culture de la partie sud du Pays de Bade.
En septembre 2012, le musée des Trois Pays est détenteur d'une  collection comportant près de 50 000 objets dont, depuis les années 1990, des pièces provenant du Haut-Rhin et de la Suisse du Nord-Ouest illustrant principalement l’histoire politique de la région au XXe siècle. Elle constitue la plus importante collection d’histoire culturelle de la région située entre le Brisgau et le lac de Constance.
Le musée détient la plus importante collection publique d’œuvres de l'artiste allemand polyvalent Max Laeuger (peintre, céramiste, sculpteur, décorateur, architecte, paysagiste et urbaniste), pionnier de l'Art nouveau. Elle se compose de 522 pièces de céramique, ainsi que de 77 œuvres picturales, huiles, gouaches, aquarelles, gravures et encres de Chine.
Une base de données en ligne permet de s'informer sur les pièces non exposées dans le musée.

## Pages externes
- Site officiel du musée des Trois Pays
- Le musée sur le site de la ville de Lörrach
- Le musée sur le site de la ville de Huningue (Haut-Rhin)
- Réseau des Sociétés d'Histoire
- Réseau des Musées